# Mabel Cadena
Mabel Cadena, född 23 september 1990 i Atizapán, är en mexikansk skådespelare.
Dosal har bland annat medverkat i TV-serierna Senorita 89 och Banditer. Hon har även medverkat i filmen Black Panther: Wakanda Forever.

## Filmografi (i urval)
- 2022 – Senorita 89 (TV-serie)
- 2022 – Black Panther: Wakanda Forever
- 2024 – Banditer (TV-serie)